# Guzzini Challenger
Il Guzzini Challenger è stato un torneo professionistico di tennis giocato sul cemento, che faceva parte dell'ATP Challenger Tour. Si è giocato annualmente al Circolo Tennis Francesco Guzzini di Recanati in Italia dal 2003 al 2019. Uros Vico e Ken Skupski sono i tennisti che si sono aggiudicati per più volte il torneo, con 3 vittorie a testa.

## Storia
Il torneo trae le origini dal campo da tennis situato sui terreni dell'azienda locale Fratelli Guzzini, dove giocavano i dipendenti e i dirigenti della ditta. Il circolo dove si è giocato il torneo nacque su iniziativa di Giannunzio Guzzini e del figlio Stefano, e divenne una rampa di lancio per i giovani tennisti marchigiani. Nel 1987 morì prematuramente Stefano Guzzini, del quale il circolo avrebbe preso il nome. Negli anni successivi, sotto la presidenza di Giannunzio Guzzini, il circolo rimase a Recanati ma cambiò sede e fu ingrandito, la scuola tennis accrebbe l'impegno per fare nascere nuovi talenti della regione che avrebbero conseguito buoni risultati anche a livello nazionale.
Nel 2003, il torneo estivo che si teneva al circolo divenne il Guzzini Challenger, tappa delle ATP Challenger Series con un montepremi iniziale da 30.000 dollari. Nel corso degli anni vi presero parte tennisti che sarebbero entrati nella top 10 del ranking ATP come Jo-Wilfried Tsonga, Rainer Schüttler, Joachim Johansson, Nicolás Almagro, Arnaud Clément, Juan Mónaco, Grigor Dimitrov, Roberto Bautista Agut e Matteo Berrettini, e alcuni altri dei migliori italiani come Daniele Bracciali, Simone Bolelli, Thomas Fabbiano e Flavio Cipolla. L'edizione 2020 fu annullata a causa della pandemia di COVID-19 e l'ultima edizione disputata rimase quella del 2019.
Nell'ultima edizione disputata, il torneo era classificato come Challenger 80.

## Albo d'oro

### Singolare
| Anno | Campione               | Finalista                | Punteggio           |
| ---- | ---------------------- | ------------------------ | ------------------- |
| 2019 | Jahor Herasimaŭ        | Roberto Marcora          | 6–2, 7–5            |
| 2018 | Daniel Brands          | Adrián Menéndez Maceiras | 7–5, 6–3            |
| 2017 | Viktor Galović         | Mirza Bašić              | 7–6(3), 6–4         |
| 2016 | Illja Marčenko         | Il'ja Ivaška             | 6–4, 6–4            |
| 2015 | Mirza Bašić            | Ričardas Berankis        | 6–4, 3–6, 7–6(4)    |
| 2014 | Gilles Müller          | Ilija Bozoljac           | 6–1, 6–2            |
| 2013 | Thomas Fabbiano        | David Guez               | 6–0, 6–3            |
| 2012 | Simone Bolelli         | Fabrice Martin           | 6–3, 6–2            |
| 2011 | Fabrice Martin         | Kenny de Schepper        | 6–1, 6(6)–7, 7–6(3) |
| 2010 | Stéphane Bohli (2)     | Adrian Mannarino         | 6–0, 3–6, 7–6(5)    |
| 2009 | Stéphane Bohli (1)     | Andrej Golubev           | 6–4, 7–6(4)         |
| 2008 | Horacio Zeballos       | Grega Žemlja             | 6–3, 6–4            |
| 2007 | Wang Yeu-tzuoo         | Andrej Golubev           | 6–3, 3–6, 6–4       |
| 2006 | Davide Sanguinetti (2) | Simone Bolelli           | 6–4, 3–0 ritiro     |
| 2005 | Davide Sanguinetti (1) | Daniele Bracciali        | 6–4, 4–6, 6–3       |
| 2004 | Uros Vico              | Andrea Stoppini          | 6(5)–7, 6–4, 6–4    |
| 2003 | Daniele Bracciali      | Massimo Dell'Acqua       | 7–6(0), 6–3         |

### Doppio
| Anno | Campioni                             | Finalisti                                | Punteggio            |
| ---- | ------------------------------------ | ---------------------------------------- | -------------------- |
| 2019 | Gonçalo Oliveira Ramkumar Ramanathan | Andrea Vavassori David Vega Hernández    | 6–2, 6–4             |
| 2018 | Gong Maoxin Zhang Ze                 | Gonzalo Escobar Fernando Romboli         | 2–6, 7–6(5), [10–8]  |
| 2017 | Jonathan Eysseric Quentin Halys      | Julian Ocleppo Andrea Vavassori          | 6(3)–7, 6–4, [12–10] |
| 2016 | Kevin Krawietz Albano Olivetti       | Ruben Bemelmans Adrián Menéndez Maceiras | 6–3, 7–6(4)          |
| 2015 | Divij Sharan Ken Skupski (3)         | Ilija Bozoljac Flavio Cipolla            | 4–6, 7–6(3), [10–6]  |
| 2014 | Ilija Bozoljac Goran Tošić           | James Cluskey Laurynas Grigelis          | 5–7, 6–4, [10–5]     |
| 2013 | Ken Skupski (2) Neal Skupski         | Gianluigi Quinzi Adelchi Virgili         | 6–4, 6–2             |
| 2012 | Brydan Klein Dane Propoggia          | Marin Draganja Dino Marcan               | 7–5, 2–6, [14–12]    |
| 2011 | Frederik Nielsen (2) Ken Skupski (1) | Federico Gaio Purav Raja                 | 6–4, 7–5             |
| 2010 | Jamie Delgado Lovro Zovko (2)        | Charles-Antoine Brézac Vincent Stouff    | 7–6(6), 6–1          |
| 2009 | Frederik Nielsen (1) Joseph Sirianni | Adriano Biasella Andrej Golubev          | 6–4, 3–6, [10–6]     |
| 2008 | Benedikt Dorsch Björn Phau           | Xin-yuan Yu Zeng Shaoxuan                | 6–3, 7–5             |
| 2007 | Fabio Colangelo Serhij Stachovs'kyj  | Xin-yuan Yu Zeng Shaoxuan                | 1–6, 7–6(3), [10–7]  |
| 2006 | Simone Bolelli Davide Sanguinetti    | Sebastian Rieschick Viktor Troicki       | 6–1, 3–6, [10–4]     |
| 2005 | Uros Vico (2) Lovro Zovko (1)        | Farruch Dustov Evgenij Korolëv           | 7–6(2), 4–3 ritiro   |
| 2004 | Massimo Dell'Acqua Uros Vico (1)     | Daniele Giorgini Federico Torresi        | 6–1, 6–4             |
| 2003 | Manuel Jorquera Frank Moser          | Rodolphe Cadart Dudi Sela                | 6–4, 7–5             |